# 橘秘樹
橘 秘樹（たちばな の なみき、生没年不詳）は、平安時代中期の貴族。中納言・橘岑継の孫。上総介・橘茂生の子。官位は従五位下・大和権守。

## 経歴
醍醐朝で阿波守・但馬介、朱雀朝で尾張守、また時期は不明だが大和権守を務めるなど、長く地方官を歴任した。
延喜14年（914年）の三善清行の意見封事のなかで、「阿波守秘樹は、所部を粛清し、その貢を底し慎む。勤王の誠、当時に第一なり」と評された人物で、いわば藤原時平執政期の良吏を代表する官吏であった。誣告にて失脚したが、その冤罪が晴れた後、告訴した者は逃亡して姿を隠したけれども、秘樹はその政治を行うことが出来なく廃人となってしまったという。

## 官歴
- 延喜14年（914年）頃：見阿波守[3]
- 延喜17年（917年）3月16日：但馬介任符請印[4]
- 承平元年（931年）3月29日：見尾張守[5]
- 時期不詳：大和権守[6]

## 系譜
- 父：橘茂生[6]
- 母：不詳
- 生母不詳の子女
  - 三男：橘在列[7]
  - 女子：源信明室[8]